# OF-40
OF-40 är en italiensk stridsvagn tillverkad i samarbete mellan OTO Melara och FIAT.

## Bakgrund
1970 lade Italien en order på totalt 920 stycken Leopard 1 varav 720 tillverkades på licens i Italien av OTO Melara. När produktionen upphörde 1978 började OTO Melara att arbeta på en vidareutveckling av Leopard 1 för exportmarknaden i samarbete med FIAT. Projektet fick namnet OF-40 (O = OTO Melara, F = FIAT, 40 = tjänstevikt i ton).
Den första prototypen stod klar 1980. OF-40 demonstrerades för och utprovades av flera länder, men endast Dubai valde att ta vagnen i tjänst. Arton vagnar i en första delserie levererades mellan 1981 och 1984. Ytterligare 18 vagnar i en andra delserie med stabiliserad kanon, eldledningssystemet Galileo och värmekamera levererades 1984 och 1985 varvid även de första arton vagnarna uppgraderades till samma standard.

## Konstruktion
OF-40 har många likheter med Leopard 1. Torn och chassi är helsvetsat. Föraren sitter framme till höger och övriga besättningen sitter i tornet med laddaren till vänster och vagnschef och skytt till höger. Huvudvapnet är en räfflad 105 mm-kanon konstruerad av OTO Breda men kompatibel med andra kanoner inom NATO med samma kaliber. Kanonen var ursprungligen ostabiliserad, men stabilisering infördes i samband med eldledningssystemet Galileo.